# Repúblicas da União Soviética
As Repúblicas da União Soviética ou Repúblicas da União (em russo:  союзные республики, transl. soyuznye respubliki) eram unidades administrativas étnicas subordinadas diretamente ao governo da União Soviética. A União Soviética foi, historicamente, um Estado altamente centralizado; as reformas de descentralização e democratização ocorridas durante a era da Perestroika e da Glasnost, conduzidas por Mikhail Gorbatchev, levaram à dissolução da União Soviética. As Repúblicas da União Soviética eram as províncias do país.

## Descrição
De acordo com o Artigo 76 da Constituição Soviética de 1977, os estados socialistas soberanos soviéticos se uniram para se tornar a União das Repúblicas Socialistas Soviéticas. O Artigo 81 da mesma constituição afirmava que "os direitos soberanos das Repúblicas da União deverão ser salvaguardados pela URSS".
Nas últimas décadas de sua existência, a União Soviética consistia oficialmente de quinze Repúblicas Socialistas Soviéticas (RSS). Todas elas eram consideradas repúblicas socialistas soviéticas, e todas elas, com a exceção da República Socialista Federativa Soviética Russa (até 1990), tinham seus próprios partidos comunistas, que faziam parte do Partido Comunista da União Soviética.

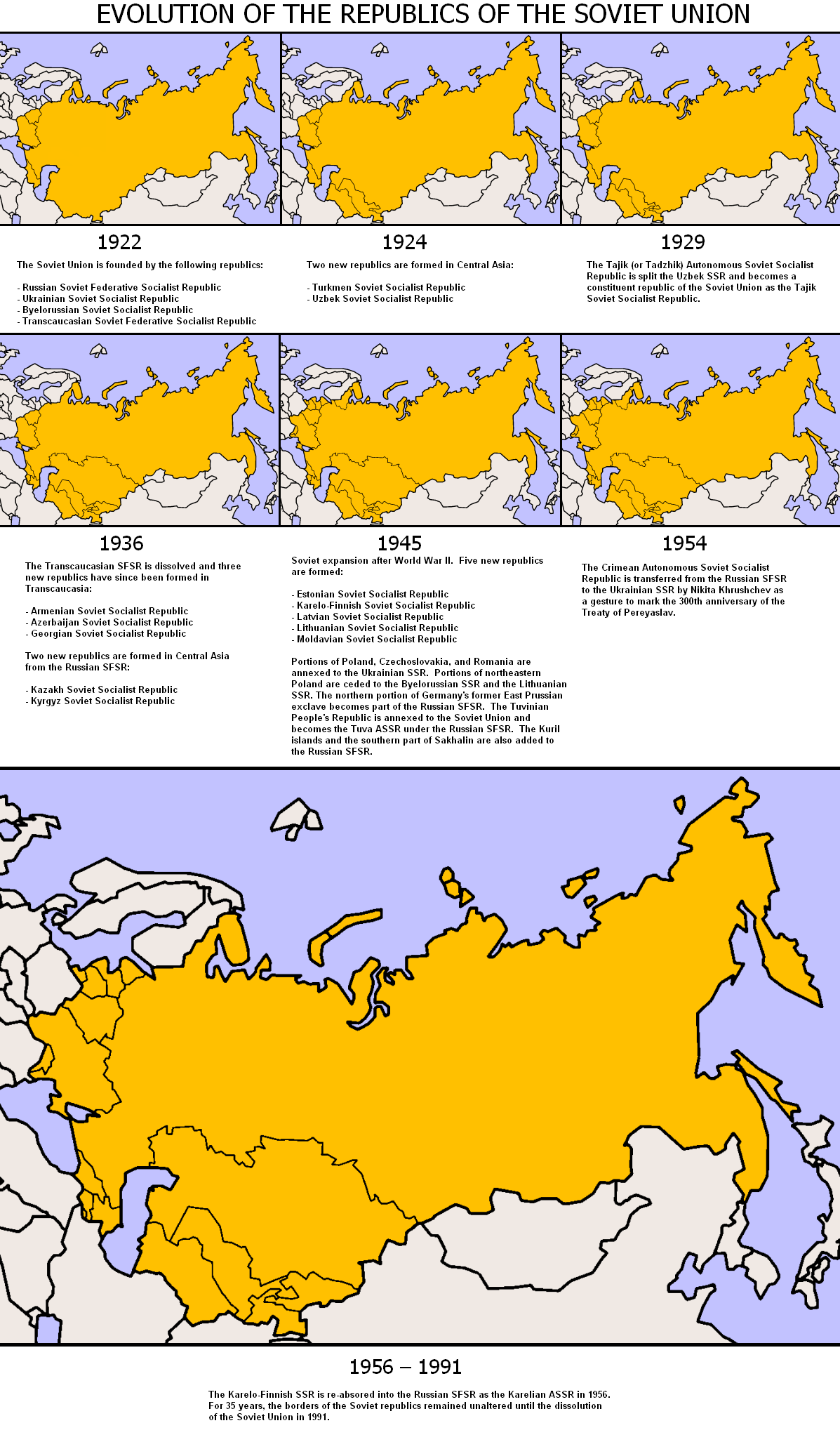
Evolução da URSS - 1922-1991 (em inglês).

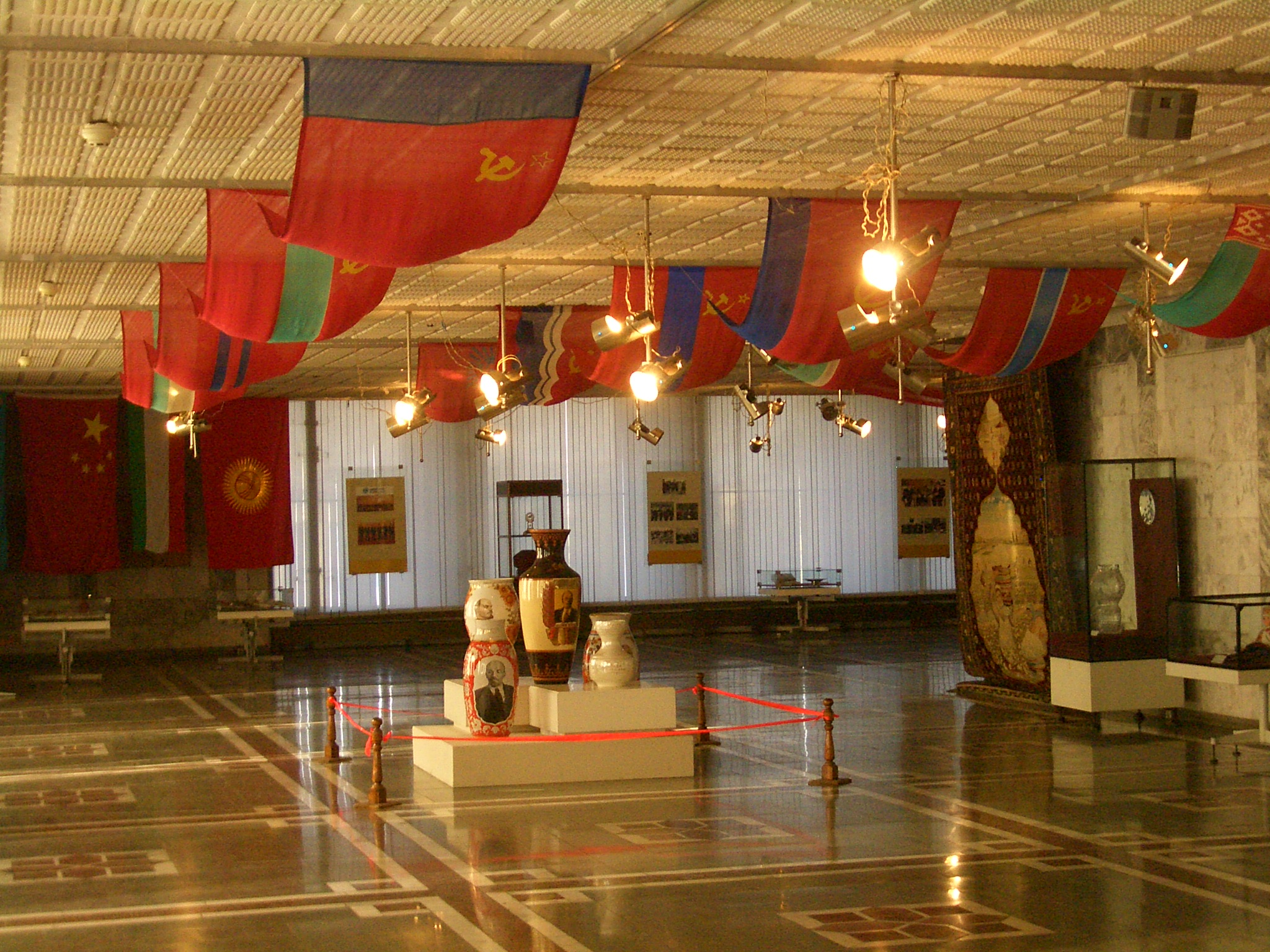
Sala no Museu de Lênin de Bisqueque, do período soviético, com as bandeiras das repúblicas soviéticas.

Fora do território da RSFS Russa, as repúblicas se encontraram principalmente em terras adquiridas pela Monarquia Russa entre a Grande Guerra do Norte de 1700 e a Convenção Anglo-Russa de 1907. Os países bálticos (Lituânia, Letônia e Estônia), no entanto, não se aceitam oficialmente como tendo feito parte da União Soviética, alegando que sua incorporação à URSS em 1940 (na forma de República Socialista Soviética Lituana, República Socialista Soviética Letã e República Socialista Soviética Estoniana) sob as provisões do Pacto Molotov-Ribbentrop de 1939 foi ilegal, e que eles teriam portanto permanecido países independentes ocupados pela União Soviética. Esta posição também foi expressa pela União Europeia, pelo Tribunal Europeu de Direitos Humanos, o Conselho de Direitos Humanos da Organização das Nações Unidas e pelos Estados Unidos. Por outro lado, o governo da Rússia e as autoridades daquele país sustentam que a anexação dos Estados bálticos foi legítima.
Em 1944, emendas feitas à Constituição Soviética de 1936 criaram ramos separados do Exército Vermelho para cada república soviética. Também estabeleceram comissariados responsáveis pelos assuntos externas e defesa de cada república, permitindo que elas fossem reconhecidas como Estados independentes de jure perante o direito internacional. Isto permitiu que duas destas repúblicas, a República Socialista Soviética Ucraniana e a República Socialista Soviética Bielorrussa, passassem a fazer parte da Assembleia-Geral das Nações Unidas, como membros-fundadores, em 1945.
Todas as ex-repúblicas soviéticas são atualmente países independentes, e onze delas (todas, com a exceção dos países bálticos e da Geórgia) encontram-se atualmente integradas de maneira pouco definida sob o nome de Comunidade de Estados Independentes.
Constitucionalmente, a União Soviética era uma federação. De acordo com as provisões da sua constituição (nas versões adotadas em 1924, 1936 e 1977), cada república tinha o direito de se separar da URSS. Ao longo da Guerra Fria, no entanto, este direito foi considerado como sem valor, embora o Artigo 72 da constituição de 1977 tenha sido usado em dezembro de 1991 para dissolver, eventualmente, a união, quando a Rússia, a Ucrânia e a Bielorrússia se separaram dela.
Na prática, a União Soviética foi uma entidade altamente centralizada desde sua criação, em 1922, até a metade da década de 1980, quando as forças políticas despertadas pelas reformas empreendidas por Mikhail Gorbachev resultaram no afrouxamento do controle central, e na sua eventual dissolução. Sob a constituição adotada em 1936, modificada ao longo das décadas, até outubro de 1977, os alicerces políticos da URSS eram formados pelos Sovietes (conselhos) dos Deputados do Povo. Estes organismos existiam em todos os níveis da hierarquia administrativa, com a união, como um todo, situada sob o controle nominal do Soviete Supremo da União Soviética, sediado em Moscou, dentro da RSFS Russa.
Juntamente com a hierarquia administrativa estatal, existia uma estrutura paralela de organizações partidárias, que permitia que o Politburo exercesse grande controle sobre as repúblicas. Os órgãos administrativos estatais recebiam ordens dos órgãos partidários paralelos, e as orientações de todas as autoridades partidárias e estatais precisavam ser aprovadas pelos órgãos centrais do partido. A prática geral nas repúblicas (com exceção da Rússia) era de ter uma autoridade local como chefe de Estado, e alguém de fora da república como secretário-geral local do partido.
Cada república tinha seu próprio conjunto de símbolos estatais: uma bandeira, um brasão e, com a exceção da RSFS Russa, um hino. Cada república da União Soviética também foi agraciada com a Ordem de Lênin.

## As repúblicas e a dissolução da União Soviética
Nas décadas finais de sua existência, a União Soviética consistia de 15 repúblicas socialistas soviéticas. Estas repúblicas desempenharam um papel importante na dissolução da URSS; sob o governo de Mikhail Gorbachev, a glasnost e a perestroika foram implementadas, visando reviver a união, porém tiveram efeitos que acabaram por ampliar o poder destas repúblicas. Inicialmente, a liberalização política permitiu que os governos dentro das repúblicas ganhassem legitimidade ao adotar a democracia, nacionalismo ou uma combinação de ambos. Além disso, a liberalização levou a fissuras dentro da hierarquia partidária, que reduziram o controle soviético sobre as repúblicas. Finalmente, a perestroika permitiu que os governos controlassem os bens econômicos nas suas repúblicas e não repassassem fundos ao governo central. Estes esforços não foram bem-sucedidos, e, em 1991, a União Soviética ruiu à medida que os governos das repúblicas se separaram. Todas estas repúblicas se tornaram então Estados independentes, com seus governos consistindo, na maior parte dos casos, de antigos funcionários dos governos soviéticos destas repúblicas.
|    | Bandeira | República            | Capital   | Mapa da União Soviética       |
| -- | -------- | -------------------- | --------- | ----------------------------- |
| 1  |          | RSS da Armênia       | Erevã     | Republics of the Soviet Union |
| 2  |          | RSS do Azerbaijão    | Bacu      | Republics of the Soviet Union |
| 3  |          | RSS da Bielorrússia  | Minsk     | Republics of the Soviet Union |
| 4  |          | RSS da Estônia       | Talim     | Republics of the Soviet Union |
| 5  |          | RSS da Geórgia       | Tiblíssi  | Republics of the Soviet Union |
| 6  |          | RSS do Cazaquistão   | Alma-Ata  | Republics of the Soviet Union |
| 7  |          | RSS do Quirguistão   | Frunze    | Republics of the Soviet Union |
| 8  |          | RSS da Letônia       | Riga      | Republics of the Soviet Union |
| 9  |          | RSS da Lituânia      | Vilnius   | Republics of the Soviet Union |
| 10 |          | RSS da Moldávia      | Quixineve | Republics of the Soviet Union |
| 11 |          | RSFS da Rússia       | Moscou    | Republics of the Soviet Union |
| 12 |          | RSS do Tajiquistão   | Duxambé   | Republics of the Soviet Union |
| 13 |          | RSS do Turcomenistão | Asgabade  | Republics of the Soviet Union |
| 14 |          | RSS da Ucrânia       | Kiev      | Republics of the Soviet Union |
| 15 |          | RSS do Uzbequistão   | Tasquente | Republics of the Soviet Union |